# Josep Antoni Fernández i Fernández
Josep Antoni Fernández i Fernández   (Mansilla de las Mulas, 23 d'abril de 1949 - Girona, 14 de setembre de 2020), conegut pel seu pseudònim Fer, va ser un dibuixant d'humor i ninotaire català. Creador de les sèries Puticlub i Historias Fermosas a la revista El Jueves, també va dibuixar l'acudit diari al diari Avui (després, El Punt Avui), així com a la revista El Temps. Va ser creador i principal impulsor del Premi Internacional d'Humor Gat Perich.

## Biografia
El seu pare, Amador Fernández, era guàrdia civil i la seva família es va traslladar a Mollet del Vallès des de Lleó quan ell tenia quatre anys. Sempre li va interessar el dibuix i als vuit anys va enviar un dibuix al TBO que va ser seleccionat i publicat. L'editorial enviava cinc duros a cada dibuix seleccionat, però els seus se'ls va quedar un dels seus nou germans. De fet, ell es deia José Antonio, com un germà més gran que havia mort abans que ell nasqués.
Llicenciat en Història i Antropologia per la Universitat de Barcelona, va ser professor en diversos instituts d'educació secundària a Santa Coloma, Ripollet i Barcelona. Va començar a dibuixar professionalment l'any 1969 a la revista Mata Ratos. Després va començà dibuixar per a revistes com En Patufet, Oriflama, Barrabás i el diari La Prensa. Va ser Jaume Perich qui va suggerir-li que publiqués els seus dibuixos a Mata Ratos, i qui va recomanar-li que signes utilitzant les tres primeres lletres dels seus dos cognoms: FER.
Fer va decidir dedicar-se a l'humor perquè el va marcar una pel·lícula: Sullivan's Travels. Segons explicava ell mateix en una entrevista al diari Avui: «Va d'un director que sempre feia pel·lícules serioses i un dia en un penal va veure que als presos només els agradaven les pel·lícules de riure, i va decidir fer-ne només de riure.»
A En Patufet i Oriflama, formà part de l'emergent generació de ninotaires catalans, amb Joma –que esdevindria el seu cunyat–, Toni Batllori, Claudi Puchades i Alfons López. L'any 1974 va començar a publicar a El Papus, revista que va dirigir entre el 1977 i el 1978. També va dibuixar durant una breu etapa per al diari carlí El Correo Catalán, però, segons ell mateix va comentar, «em van treure al cap d'un mes perquè els meus acudits eren massa rojos». En la dècada de 1990 va ser denunciat i amenaçat per l'extrema dreta per haver desemmascarat en un programa de televisió els autors de l'atemptat de la revista El Papus, el 1977. També va ser víctima d'una campanya de l'extrema dreta i dels mitjans de la caverna mediàtica madrilenya per una vinyeta sobre el terrorisme i ETA.
El 1981 va començar a dibuixar a El Jueves, de la mà del seu gran amic i genial caricaturista Gin. L'any 1987 va substituir Cesc com a dibuixant de la vinyeta política a les pàgines d'opinió del diari Avui. En 2011 la capçalera del diari va unir-se amb el diari El Punt, i va passar a anomenar-se El Punt Avui. També va dibuixar a Tribuna, Don Balón i El Triangle, entre altres publicacions.
La historieta «Historias fermosas» va néixer el 1972. Per culpa de la censura no es podia dibuixar la policia, de manera que ell, historiador per formació, va convertir-los en soldadets medievals. Segons relata en una entrevista, «[e]ls soldadets simbolitzaven els grisos, i el castell el franquisme. Després, però, tot això ja no tenia sentit i vaig començar a fer dibuixos més lights». Entre els seus mestres sempre va declarar la seva admiració per Gin, Cesc i El Perich. «Ara que no hi ha en Gin, el meu mestre és en Kim» —autor de la sèrie Martínez el Facha i Premi Nacional de Còmic— reconeixia en una entrevista a L'Avui el 1999.

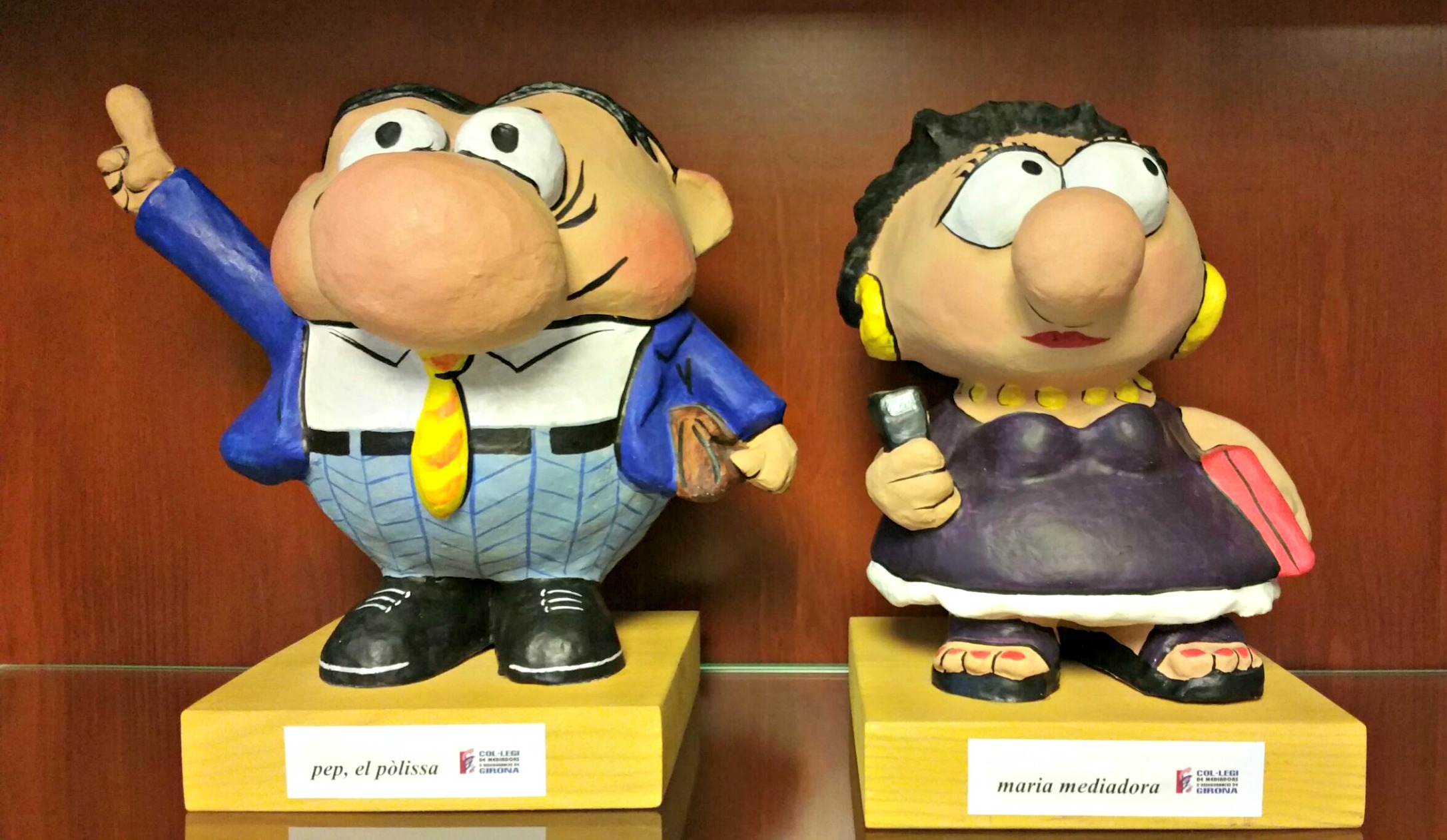
Pep Pòlissa i Maria Mediadora, personatges creats per Fer.

L'any 1997 i a petició del Col·legi de Mediadors d'Assegurances de Girona crea la figura còmica d'un mediador d'assegurances que va ser batejat l'any 1997 com en «Pep, el Pòlissa». El personatge arriba a consolidar-se com a referent del col·lectiu i en el 2008 crea la «Maria Mediadora».
Va editar diversos llibres de ninots i en va il·lustrar d'altres, a més de força àlbums d'historietes amb els seus personatges del «Puti-club» i de les «Històries fermoses». Altres llibres recopilen les seves vinyetes publicades a l'Avui, com Per aquí, per allà (1996), Adéu Presi (2003), o els recopilatoris Any d'estelades (2012), Any de sobres (2013) i Any de consulta (2014), que recull les millors vinyetes publicades a la premsa catalana fetes per ell i altres ninotaires com Ferreres, Batllori, Kap, Farruqo, Ermengol o Napi. També va coordinar el llibre Comunica con Humor, que aplegava més de quaranta ninotaires de tot l'estat espanyol, com Ant, Ferreres, Cabañas, Alfredo, Gallego y Rey, Arranz, Raúl o Nacho. Els seus dibuixos eren habituals de campanyes solidàries, així com d'iniciatives dels seus amics de Llançà, o el calendari de Cal Pep, una joia que cada any il·lustrava juntament amb altres dibuixants i amics com Ant, Kim, Kap i Farruqo.
Havia aparegut sovint en programes de ràdio com La Transmissió d'en Puyal, o el matí de Catalunya Ràdio amb Mònica Terribas, per aportar la seva visió còmica i despreocupada de l'actualitat. També va il·lustrar llibres com el Diccionari (abreujat) del bon culer, d'Iu Forn, o Acudits de Franco, d'Albert Gasull. L'any 2014 va jubilar-se com a professor, feina a la qual va tornar els darrers anys, fent classes d'història i economia a l'Institut Besós, on era molt estimat pels alumnes i la resta de professors.
Fer va ser el principal impulsor del Premi Internacional d'Humor Gat Perich, guardó que ell mateix va rebre el 2005. L'any 1996 ja havia rebut el premi Ivà al millor historietista i el 2002 va rebre el Tomate de Oro. L'any 2017 va col·laborar a la revista Illegal Times.
El 2018 va rebre la Creu de Sant Jordi «en reconeixement a [sic] una llarga trajectòria com a humorista gràfic en mitjans de gran difusió».
Fer va morir el 14 de setembre de 2020, després de lluitar contra una malaltia durant molts anys.
El gener de 2020 es va inaugurar a Mollet l'exposició Fer. L'humor amable, amb una antologia dels seus dibuixos i comissariada pel Jaume Capdevila (Kap). L'exposició va fer-se al Museu Abelló, que està situat en l'antiga caserna de la Guàrdia Civil on Fer va passar la seva infantesa. El desembre de 2020 l'Arts Santa Mònica li va dedicar una exposició monogràfica commemorativa.
El 18 de setembre del 2021 es va retre un homenatge a Fer a Barcelona, a l'Auditori de Calàbria 66 i una setmana abans a Llançà a la Casa de Cultura de Llançà. La notícia de l'homenatge va publicar-se a León Noticias, probablement l'únic mitjà (a banda de la convocatòria d'El Jueves) que va recollir l'esdeveniment.

## Obres
Llibres d'acudits
- L'Evangeli segons Fer, amb pròleg de Teresa Forcades i de l'abat de Poblet (Efadós, 2015)
- Adéu, presi!, dibuixos d'en Fer, pròleg de Josep-Lluís Carod Rovira Viena, 2003
- Cariño, estoy en tierra santa... llegaré tarde a cenar, El Jueves, 1995
- Con faldas y a lo loco, El Jueves, 1997
- El Urelio ya está aquí, El Jueves, 1994
- Historias fermosas, El Jueves, 2008
- Historias fermosas: Saladino 1 - Soldaditos, El Jueves, 2001
- La Armada invencible, El Jueves, 1998
- Per aquí! Per allà!, amb pròleg de Cesc Pòrtic, 1999
- Puticlub. Ñaka, ñaka... pero seguro, El Jueves, 1996
- Puticlub, El Jueves, 1987
- Puticlub, El Jueves, 2008
- Puticlub: aquí hay tomate, El Jueves, 2004
- Puticlub: Manolo, orujo y vino, El Jueves, 2002
- Puticlub: urelio@puticlub.es, El Jueves, 2001
- Yo, el Urelio: puticlub III, El Jueves, 1990

Llibres il·lustrats
- Manual (abreujat) del bon culer, d'Iu Forn
- Acudits de Franco, d'Albert Gasull
- Ara que fa vint anys d'Albert Gasull

Llibres col·lectius de dibuixos
- Comunica con Humor (Mondadori, 2009)
- Any de sobres (Efadós, 2013)
- Any d'estelades (Efadós, 2012)
- Any de consulta (Efadós, 2014)
- Fins als borbons (Angle Editorial, 2013)
- Enfoteu-vos-en! (Angle Editorial, 2011)
- ResCATallats (Angle Editorial, 2012)
- La Gran Fàbrica d'Independentistes (Angle Editorial, 2014)